# Запашниця двостатева
Запашниця двостатева (Mannia androgyna) — вид печіночників родини айтонієвих.

## Поширення
Зареєстрований у Європі, Азії, Африці.